# Yogi Berra
Lawrence Peter "Yogi" Berra, född den 12 maj 1925 i St. Louis i Missouri, död den 22 september 2015 i West Caldwell i New Jersey, var en amerikansk professionell basebollspelare som spelade 19 säsonger i Major League Baseball (MLB) 1946–1963 och 1965. Berra var catcher. Han var även tränare i MLB.
Berra spelade för New York Yankees under de framgångsrika 1950- och 1960-talen. Han vann World Series med klubben hela tio gånger (1947, 1949–1953, 1956, 1958 och 1961–1962), vilket är rekord, och togs ut till 18 all star-matcher (1948–1962 [inklusive två matcher per säsong 1959–1961]). Vidare vann han American Leagues MVP Award tre gånger (1951 och 1954–1955). Berra valdes in i National Baseball Hall of Fame 1972 och samma år pensionerades hans tröjnummer 8 av Yankees.
Berra påstås ha myntat ett stort antal bevingade uttryck, så kallade "Yogi-ismer", med malapropismer och tautologiska språkvändningar. Som exempel kan nämnas: "It ain't over 'til it's over", "You can observe a lot by watching" och "It's deja vu all over again".
Berra verkade som ledare efter sin spelarkarriär och var huvudtränare för både New York Yankees och New York Mets.
Berra dog den 22 september 2015 vid 90 års ålder. Han hedrades två dagar senare av New York Yankees med en minnesceremoni före deras match mot Chicago White Sox.
I november 2015 hedrades Berra genom att postumt erhålla Frihetsmedaljen, USA:s främsta civila utmärkelse, av president Barack Obama.